# Watsa (territorium)
Watsa är ett territorium i Kongo-Kinshasa. Det ligger i provinsen Haut-Uele, i den nordöstra delen av landet, 1 800 km nordost om huvudstaden Kinshasa.